# Miloslav Kabeláč
Miloslav Kabeláč est un compositeur et chef d'orchestre tchécoslovaque, né le 1er août 1908 à  Prague et mort le 17 septembre 1979 à Prague.

## Biographie
Miloslav Kabeláč fait ses études au conservatoire de Prague à partir de 1928 avec Karel Boleslav Jirák (composition) et Pavel Dědeček (de) (direction d'orchestre). Parmi ses autres professeurs, on trouve Alois Hába et Erwin Schulhoff. Il devient chef de l'orchestre de la radio de la capitale tchèque de 1932 à 1954 (sauf pendant la guerre). En 1939, il compose la cantate « Neustupujte! » pour protester contre l'occupation allemande. Tout en participant activement au renouveau de la musique tchèque contemporaine, il enseigne au conservatoire à partir de 1958 à des élèves comme Zdeněk Lukáš, Jan Málek (de), Jaroslav Krček, Jan Slimáček ou Ivana Loudová (en). Kabeláč a été un membre actif d'organisations telles que l'Umělecká beseda et la Fédération des compositeurs tchécoslovaques.
Ses recherches musicales le portent vers la musique électronique, dont il devient un porte-drapeau en Europe. Ses compositions comportent également de larges parties consacrées aux percussions.

## Œuvres

### Symphonies
- Symphonie no 1 en ré, pour cordes et percussions, op.11 (1941–1942)
- Symphonie no 2 en ut, pour grand orchestre, op. 15 (1942–1946)
- Symphonie no 3 en fa, pour orgue, cuivres et timbales, op. 33 (1948–1957)
- Symphonie no 4 en la, "symphonie de chambre", op. 36 (1954–1958)
- Symphonie no 5 en si bémol mineur, "Dramatique", pour soprano sans texte, et orchestre, op. 41 (1960)
- Symphonie no 6 "Concertante", pour clarinette et orchestre, op. 44 (1961–1962)
- Symphonie no 7 pour orchestre et récitant (d'après la Bible), op. 52 (1967-1968)
- Symphonie no 8 "Antiphonies", pour soprano, chœur, percussions et orgue, op. 54 (1970)

### Autres œuvres orchestrales
- Ouverture no 2 pour grand orchestre, op. 17 (1947)
- Suite orchestrale Humeurs enfantines, op. 22 (1955)
- Suite Elektra pour alto, chœur de femme et orchestre, op. 28a (1956)
- Mystère du temps, passacaille pour grand orchestre, op. 31 (1953–1957)
- Trois mélodrames pour récitant et orchestre de chambre, op. 34b (1957)
- Improvisation pour grand orchestre Hamlet, op. 46 (1962-1963)
- Réflexions, neuf miniatures pour orchestre, op. 49 (1963-1964)
- Métamorphoses I & II, pour piano et orchestre, op. 58 (1979)

### Piano
- Passacaille TGM, op. 3 (1937)
- 7 compositions pour piano, op.14 (1944-1947)
- Préludes faciles, op. 26 (1955)
- 8 préludes pour piano, op. 30 (1955-1956)
- Impressions de pays étrangers, op. 38 (1959)
- Petite Suite pour piano à 4 mains, op. 42 (1960)

### Orgue
- Fantaisie pour orgue en sol mineur et ré mineur, op. 32 (1957-1958)
- 4 préludes pour orgue, op. 48 (1963)

### Musique de chambre
- Sextuor pour vents, op. 8 (1940)
- Sonate pour hautbois et piano, op. 24 (1955)
- Ballade pour violon et piano, op. 27 (1956)
- Suite pour saxophone et piano, op. 39 (1959)
- 8 Invezioni pour percussions, op. 45 (1962-1963)
- Otto ricercari, pour percussions, op. 51 (1966-1967)
- Lamenti e risolini, 8 bagatelles, pour flûte et harpe, op. 53 (1969)
- Sonate pour trompette, piano et percussions avec récitant, op. 56 (1975-1976)

### Lieder avec accompagnement
- Berceuse morave, pour soprano et orchestre de chambre, basée sur des mélodies populaires, op. 20 (1951)
- Chanson d'amour pour soprano, baryton et piano, op. 25 (1955)
- Six berceuses sur des mélodies populaires, pour alto solo, chœur de femmes et ensemble instrumental, ou pour alto et piano, op. 29 (1955)
- Chants de chasse pour baryton et 4 cors, op. 37 (1958-1959)
- Echos d'ailleurs, 5 chants pour alto et piano, sans paroles, op. 47 (1963)

### Chœurs
- 6 chœurs pour hommes, d'après Jiří Wolker, op. 10 (1939-1940)
- Ciel bleu pour chœur d'enfants d'après František Hrubín, op. 19 (1950)
- À la Nature pour chœur d'enfants, d'après des mélodies populaires, op. 35 (1957-1958)

### Cantates
- Do Not Retreat!, Cantate pour chœur d'hommes, vents et percussions, d'après des mélodies populaires, op. 7 (1939)
- Mystère du Silence, pour soprano et orchestre de chambre, op. 50 (1964-1965)
- Métamorphoses I & II pour chœur et baryton, op. 57 (1979)

### Musique électro-acoustique
- E fontibus Bohemicis, 6 tableaux d'après les annales tchèques, op. 55 (1965-1972)

## Discographie
Nombre de ses compositions ont été créés par le chef d'orchestre Karel Ančerl, notamment les 2e et 5e symphonies (en 1957 et 1961). Alors que la musique de Kabeláč n'est pratiquement plus enregistrée aujourd'hui, les disques gravés par Karel Ančerl avec l'Orchestre philharmonique tchèque permettent d'apprécier la 5e symphonie, la passacaille Mystère du temps et l'improvisation pour orchestre Hamlet.
Václav Neumann a de son côté enregistré la 8e symphonie, toujours avec la philharmonie tchèque et l'ensemble français Les Percussions de Strasbourg.